# Brehme

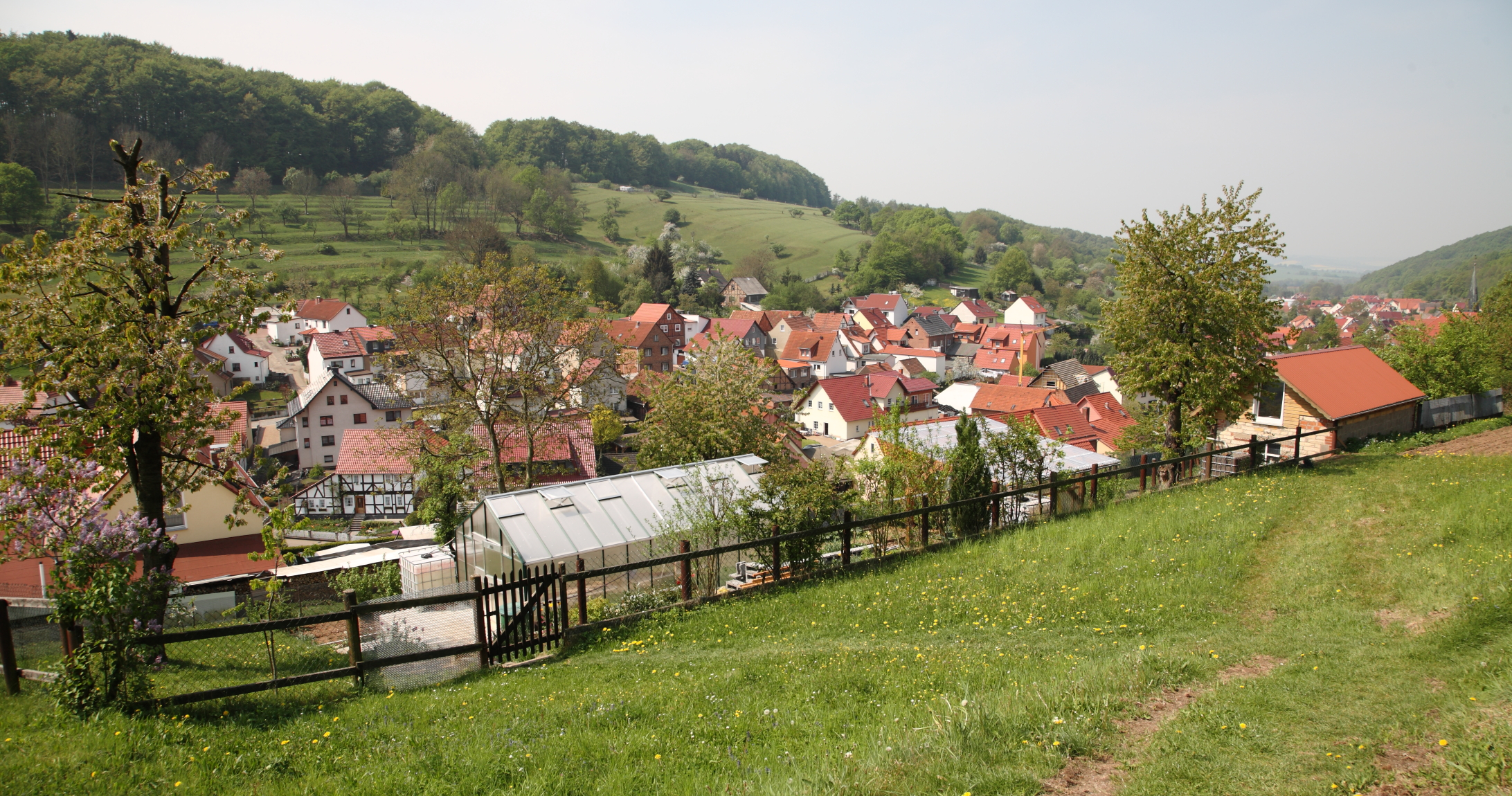
Brehme von der Sonnensteinstraße (L1011) aus gesehen.

Brehme ist eine Gemeinde im thüringischen Landkreis Eichsfeld. Sie gehört zur Verwaltungsgemeinschaft Lindenberg/Eichsfeld.

## Geografie
Brehme im Eichsfeld, genauer im Untereichsfeld, liegt in einem langgestreckten Tal am Nordabhang des Ohmgebirges am Fuße des Sonnensteins. Die Umgebung ist geprägt durch Wälder und Wiesen mit Wanderwegen zur Ruine und Teich in Wildungen, zum Braunen Bühl, zum Sonnenstein und durch das Solbachtal bis Fuhrbach und Duderstadt.

## Geschichte
Die  erste urkundliche Erwähnung des Ortes als Schenkung der Vogteirechte des Grafen von Lutterberg an die Herren von Westernhagen erfolgte 1312, diese blieben bis zur Aufhebung der Patrimonialgerichtsbarkeit im Jahr 1849 bei der Familie von Westernhagen. Im Jahr 1420 wurde das Dorf mit 24 Hufen noch als Besitz des Stifts Quedlinburg in einem Lehnsverzeichnis der Mark Duderstadt erwähnt. Ab der Mitte des 16. Jahrhunderts ist ein langwieriger Streit über den Grenzverlauf zwischen Brehme und Wildungen übermittelt, der von den Herren von Westerhhagen und von Wintzingerode bis vor dem Reichskammergericht ausgetragen wurde. 1579 fand deshalb eine Grenzbegehung mit dem Oberamtmann aus Heiligenstadt statt und schließlich einigte man sich 1674/75 auf den heutigen Grenzverlauf. Im Dreißigjährigen Krieg wurde Brehme mehrmals zerstört, 1623 durch die Truppen des „Tollen Christian“, dann durch die Schweden.
Von 1749 bis 1753 erfolgte der wahrscheinlich erste Kirchenbau in Brehme. Im 18. Jahrhundert entwickelte sich Brehme zu einem Handwerkerdorf. Die häufigsten Berufe waren Ziegeleiarbeiter, Zimmerleute, Waldarbeiter, Wanderarbeiter, Musiker und Hausierer.
Als 1909 das Kaliwerk bei Bischofferode gegründet wurde, fanden dort auch viele Brehmer Männer eine dauerhafte Arbeitsgelegenheit. Um 1930 war Brehme eines der kinderreichsten Dörfer des Eichsfeldes, im Durchschnitt hatte jede Familie 5,5 Kinder, manche Familien hatten damals sogar zwölf Kinder. Brehme war bis 1802 Teil des geistlichen Fürstentums Kurmainz, von 1802 bis 1807 war der Ort preußisch und kam dann zum Königreich Westphalen. Von 1815 bis 1944 war das Dorf Teil der preußischen Provinz Sachsen.
Am 2. Juli 1942 trafen in Brehme drei Männer aus der Ukraine an. Sie mussten Zwangsarbeit leisten.
Brehme wurde am 10. April 1945 durch die US-Armee besetzt. Bei vorausgegangenem Artilleriebeschuss wurden zwei Frauen getötet und zahlreiche Gebäude beschädigt.
Im Juli 1945 erfolgte die Besetzung des Ortes durch sowjetische Besatzungssoldaten. Brehme wurde  durch seine Lage an der Zonengrenze, der späteren innerdeutschen Grenze, für auswärtige Besucher schwer erreichbar. Von 1953 bis 1956 erfolgte ein Erweiterungsbau der Kirche. Im Ort wurde 1980 die zehnklassige POS „Bertolt Brecht“ eröffnet, zum Einzugsbereich dieser Schule gehörten die Orte Ecklingerode, Wehnde und Tastungen.

### Wüstungsorte
In und um Brehme sind zahlreiche Wüstungsorte bekannt, bei einigen kann es sich aber auch um Flurwüstungen handeln: Wildungen, Altengrund, Kampe, Epschelle, Piepersbach, Tiefittich, Soolbach und Graseforst.

### Adelsgeschlecht von Brehme
Ein Adelsgeschlecht von Brehme wird erstmals im 13. Jahrhundert genannt und war vermutlich mit denen von Wildungen stammesverwandt. Folgende Mitglieder der Adelsfamilie sind bekannt:
- Conrad von Brehme (1324), hat einen Hof in Duderstadt
- Theoderich von Breme (1364), stirbt im Kloster Walkenried
- Magdalena von Brehme (1430), Nonne im Kloster Teistungenburg
- Albrecht von Brehme (1436), Lehnsgüter in Duderstadt.

### Einwohnerentwicklung
Entwicklung der Einwohnerzahl (31. Dezember):
| - 1994: 1.212 - 1995: 1.205 - 1996: 1.208 - 1997: 1.209 - 1998: 1.201 - 1999: 1.203 | - 2000: 1.197 - 2001: 1.207 - 2002: 1.202 - 2003: 1.188 - 2004: 1.174 - 2005: 1.175 | - 2006: 1.161 - 2007: 1.139 - 2008: 1.143 - 2009: 1.135 - 2010: 1.119 - 2011: 1.097 | - 2012: 1.092 - 2013: 1.101 - 2014: 1.116 - 2015: 1.119 - 2016: 1.125 - 2017: 1.106 | - 2018: 1.112 - 2019: 1.102 - 2020: 1.095 - 2021: 1.094 - 2022: 1.102 |

Datenquelle: Thüringer Landesamt für Statistik

## Politik

### Gemeinderat
Der Gemeinderat von Brehme setzt sich aus 12  Gemeinderatsmitgliedern zusammen.
- CDU: 5 Sitze
- Wahlvorschlag FWG Brehme: 7 Sitze

(Stand: Kommunalwahl am 26. Mai 2019)

### Bürgermeister
Der ehrenamtliche Bürgermeister Patrick Schotte wurde am 12. Juni 2022 mit 71,5 % gewählt.

### Wappen
Blasonierung: „Im silbernen, durch einen blauen Wellenbalken geteilten Schild oben eine rote gestürzte Spitze, die mit einem silbernen sechsspeichigen Rad belegt ist, unten eine rote Spitze, die mit einem silbernen Eichenblatt belegt ist.“
Der blaue Wellenbalken steht symbolisch für die zwei zur Ortsflur gehörenden Quellgebiete und den gleichnamigen Fluss der aus Brehme nach Duderstadt fließt und anschließend in die Hahle mündet. Das silberne Sechsspeichenrad versinnbildlicht die langjährige Zugehörigkeit zum Erzbistum Mainz. Das silberne Eichenblatt schließlich verkörpert die waldreiche Umgebung und die Eiche als typischen Baumbestand (daher auch der in Brehme typische Ausdruck des „Brehmer Eichels“). Zudem gibt sie auch in redender Weise Hinweis auf die Lage des Ortes im Eichsfeld.

## Wirtschaft und Infrastruktur

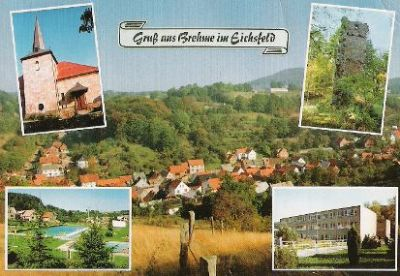
Postkarte

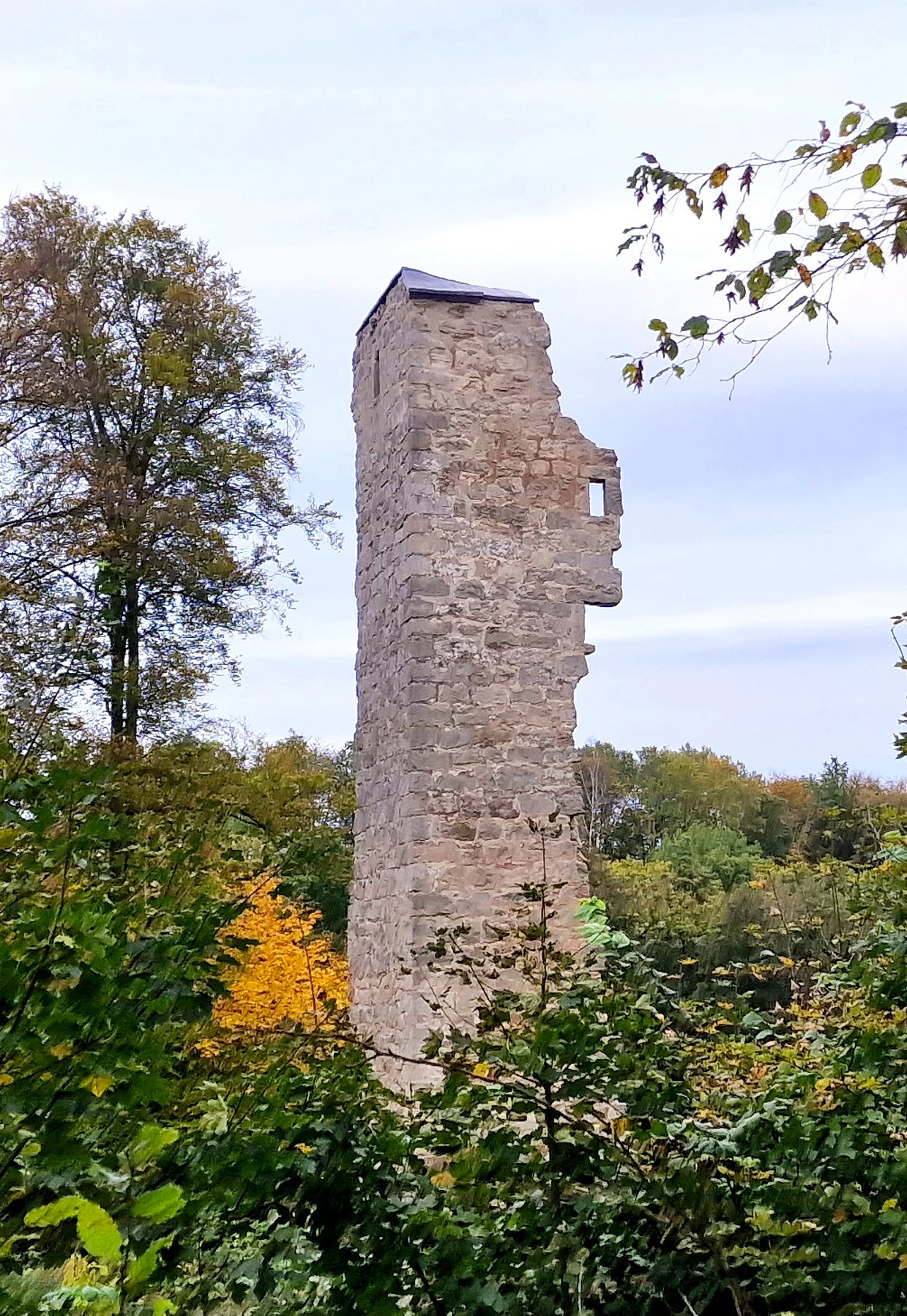
Ruine Wildungen

Der Ort hat über 1200 Einwohner, besitzt gute Versorgungseinrichtungen sowie ein Freizeitgelände mit Sportplatz, -halle, Gaststätte und Festhalle.

## Kultur und Sehenswürdigkeiten

### Vereine
- Sportverein „Blau-Weiß“ Brehme e. V.
- Schützenverein 1859 Brehme e. V.
- Brehmer Faschingsclub e. V.
- Kirmesverein Brehme e. V.
- Männerkirmes Brehme
- Freiwillige Feuerwehr und Feuerwehrverein Brehme e. V.
- Kleintierzüchterverein „Am Sonnenstein“ e. V.
- Brehmer-Burschen-Verein e. V.

### Sehenswürdigkeiten
- Ruine Wildungen
- Wildunger Teich
- Wüstung Ober- und Unterwildungen
- Kirche St. Mariä Himmelfahrt mit barockem Hochaltar
- Sonnenstein mit Kreuz
- Teichholz mit kleiner Quelle

### Sprache
Brehme gehört dem Niederdeutschen Sprachraum an, die Benrather Linie verläuft südlich des Ortes. Heute wird im Alltag vorwiegend Hochdeutsch gesprochen.

## Persönlichkeiten
- Günther Wiegand (* 1938), Bibliothekar
- Martin Busse (* 1958), Fußballspieler, ehemaliger DDR-Auswahlspieler